# 萨摩亚统一

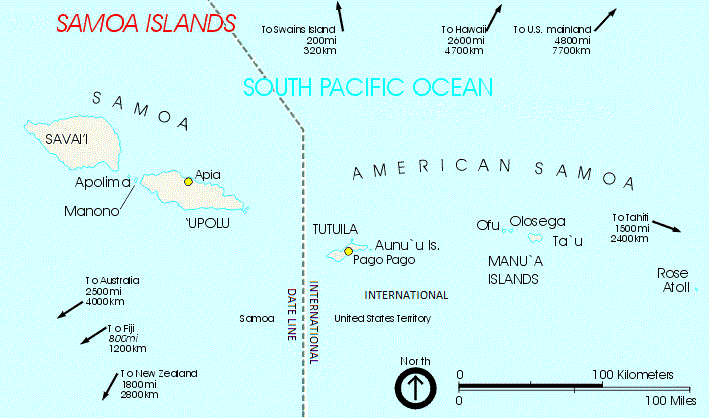
萨摩亚群岛;：西边是萨摩亚，东边是美属萨摩亚

自从列强在1899年三方公约中将萨摩亚群岛瓜分以后，萨摩亚（或西萨摩亚）和美属萨摩亚——萨摩亚群岛上两个拥有共同民族和文化的地区——的统一(或者“再统一”)，在20世纪上半叶已被提出。1919年，西萨摩亚就已在巴黎指出，希望与美属萨摩亚再次统一。然而之后，西萨摩亚却在1920年至1946年期间变成了英国统治下的西萨摩亚领土托管地、在1946年至1962年期间由新西兰管理。1955年，全萨摩亚顾问委员会建立，力图推动两个地区之间的合作。然而，理查德·巴雷特·洛（1953年-1956年间担任美属萨摩亚总督）却声称与西属萨摩亚的再统一不会在这个委员会中讨论。1969年，美属萨摩亚的另一个政治委员会拒绝了跟独立的萨摩亚统一。
支持和反对统一的情绪近年来一直互有消长 。  一些西萨摩亚的政治领袖在商讨把西萨摩亚变为美国托管地，以在未来跟美属萨摩亚统一 。而虽然美属萨摩亚人一直有着很强的萨摩亚民族认同，但在美属萨摩亚并没有大型的独立浪潮或萨摩亚统一运动。1997年，美属萨摩亚对西萨摩亚改名为“萨摩亚”表示抗议，因为这暗示着西萨摩亚统治了整个萨摩亚群岛。